# Blackburn Rovers Football Club 2012-2013
Questa voce raccoglie le informazioni riguardanti il Blackburn Rovers Football Club nelle competizioni ufficiali della stagione 2012-2013.

## Rosa[1]
| N. |                        | Ruolo | Calciatore            |
| -- | ---------------------- | ----- | --------------------- |
| 1  | Inghilterra (bandiera) | P     | Paul Robinson         |
| 2  | Inghilterra (bandiera) | D     | Bradley Orr           |
| 3  | Svezia (bandiera)      | D     | Martin Olsson         |
| 4  | Portogallo (bandiera)  | D     | Nuno Henrique         |
| 5  | Francia (bandiera)     | D     | Gaël Givet            |
| 6  | Inghilterra (bandiera) | C     | Jason Lowe            |
| 7  | Portogallo (bandiera)  | C     | Fábio Nunes           |
| 8  | Inghilterra (bandiera) | C     | David Dunn            |
| 9  | Irlanda (bandiera)     | A     | Leon Best             |
| 10 | Argentina (bandiera)   | C     | Mauro Formica         |
| 11 | Scozia (bandiera)      | A     | Jordan Rhodes         |
| 12 | Norvegia (bandiera)    | C     | Morten Gamst Pedersen |
| 13 | Inghilterra (bandiera) | C     | Danny Murphy          |
| 14 | Svezia (bandiera)      | C     | Marcus Olsson         |
| 16 | Inghilterra (bandiera) | D     | Scott Dann            |
| 17 | Portogallo (bandiera)  | C     | Paulo Jorge           |
| 18 | Nigeria (bandiera)     | C     | Dickson Etuhu         |

| N. |                                | Ruolo | Calciatore            |
| -- | ------------------------------ | ----- | --------------------- |
| 19 | Portogallo (bandiera)          | A     | Edinho                |
| 20 | Inghilterra (bandiera)         | A     | Jordan Slew           |
| 21 | Portogallo (bandiera)          | A     | Nuno Gomes            |
| 23 | Spagna (bandiera)              | A     | Rubén Rochina         |
| 24 | Inghilterra (bandiera)         | D     | Josh Morris           |
| 26 | Saint Kitts e Nevis (bandiera) | C     | Raheem Hanley         |
| 27 | Galles (bandiera)              | D     | Adam Henley           |
| 29 | Polonia (bandiera)             | P     | Grzegorz Sandomierski |
| 30 | Australia (bandiera)           | P     | Sebastian Usai        |
| 31 | Scozia (bandiera)              | D     | Grant Hanley          |
| 32 | Brasile (bandiera)             | D     | Bruno Ribeiro         |
| 33 | Montenegro (bandiera)          | C     | Simon Vukčević        |
| 34 | Inghilterra (bandiera)         | P     | Jake Kean             |
| 36 | Algeria (bandiera)             | C     | Amine Linganzi        |
| 37 | Inghilterra (bandiera)         | C     | Robbie Cotton         |
| 38 | Portogallo (bandiera)          | C     | Diogo Rosado          |
| 39 | Turchia (bandiera)             | A     | Colin Kâzım-Richards  |